# Dave Bautista
Dave Bautista   (Washington DC, 18 de gener de 1969), de nom complet David Micheal Bautista Jr. i conegut també com a Batista, és un actor i lluitador de la WWE estatunidenc d'arrels grecofilipines. Es caracteritza per l'ús de la força i l'estil de lluita. Ha participat en pel·lícules com Blade Runner 2049, Avengers: Infinity War o Guardians of the Galaxy.

## Inicis de la seva carrera
La carrera d'en Batista començà quan va conèixer en Mr Perfect i a Road Warrior Animal. Batista intentà d'entrar a la World Championship Wrestling, però li digueren que mai triomfaria en la lluita lliure. Provà sort llavors a la WWE, on l'enviaren a treballar amb Afa Anoai. Lluità a la marca d'Anoai, la WXW, amb el nom de Kahn.
Debutà a l'Ohio Valley Wrestling el 2000, unint les seves forces amb Synn. Durant el temps que va lluitar aquí utilitzà el nom de Leviathan. Com membre dels Deixebles de Synn es va mantenir invicte fins que el derrotà Christmas Chaos, que no és altre que l'actual superestrella de la WWE Kane. Més tard, Batista guanyaria el Títol de Pes Complert de l'OVW. Després de perdre'l en favor de The Prototype(John Cena), Synn va creure que en Batista s'estava tornant molt independent i el va "vendre" al Reverent D-Von. Després d'això, aniria a la WWE
Actualment és considerat el millor lluitador de la companyia WWE.
Destaca pel seu físic i per la seva força.

## World Wrestling Federation/Entertainment
David Batista començà la seva carera a la WWE en l'episodi de SmackDown! del 9 de maig del 2002. Es presentà amb el nom de Deacon Bautista, com col·laborador del Reverent D-Von. El seu primer combat va ser per parelles, i juntament amb D-Von, guanyà a la parella de Randy Orton i Faarooq. Se separà de D-Von, i es va moure a la Raw, canviant el seu nom per l'actual, Batista.
Després de guanyar-se fama de monstre a través de combats on esclafà els altres lluitadors, Batista s'uní a Ric Flair en la batalla que mantenia amb Kane. El debut de Batista en un PPV va ser en el Armageddon 2002, a Florida, on va guanyar en Kane, però només després de la intervenció d'en Flair.
A Armageddon 2007, va perdre el seu campionat del pesos pesants en un combat contra The Undertaker i Edge. Aquest últim va guanyar el combat i el cinturó

## Lluita
- Moviments Especials i Preferits
  - Batista Bomb / Demon Bomb (Sitout powerbomb)
  - Spinebuster (Quebradora espina dorsal)
  - Spear (Llança)
  - Jack Hammer (Suplex powerslam)
  - Front powerslam
  - Short-arm clothesline
  - Rolling fireman's carry slam
  - Running clothesline
  - Muscle buster
  - Spinning side slam
  - Repeated turnbuckle thrusts (successius cops a la cantona)
  - Big Boot
- Managers
  - Synn
  - Reverend D-Von
  - Ric Flair
  - Triple H
- Àlies
  - "The Demon" - com Leviathan
  - "The Leviathan"
  - "The Animal"
  - "Big Dave" - per Ric Flair
  - "Estafista" - per als seus fans de Sud-amèrica
- Tema Musical
  - "Line In The Sand", de Motörhead - mentrestant estava a Evolution
  - "I Walk Alone", un remix de la producció amb lletres de Saliva - actual des de març del 2005

## Campionats i Fites
- Ohio Valley Wrestling

- OVW Heavyweight Championship (1 cop)

- World Wrestling Entertainment

- WWE World Heavyweight Championship (3 cops) ACTUAL
- WWE Campionat Mundial per Parelles (2 cops) - amb Ric Flair
- WWE Campionat per Parella (1 cop) - amb Rey mysterio
- Guanyador del Royal Rumble (2005)

- Wrestling Observer Newsletter
- Pro Wrestling Illustrated

- PWI Lluitador de l'any (2005)
- PWI Lluitador amb més progrés de l'any (2005)

## Carrera d'actor
| Any  | Títol                                            | Paper              | Notes |
| ---- | ------------------------------------------------ | ------------------ | ----- |
| 2011 | House of the Rising Sun                          | Ray                |       |
| 2012 | The Man with the Iron Fists                      | Brass Body         |       |
| 2013 | Riddick                                          | Diaz               |       |
| 2014 | Guardians of the Galaxy                          | Drax el Destructor |       |
| 2015 | Spectre                                          | Mr. Hinx           |       |
| 2015 | Kickboxer Vengeance                              | Tong Po            |       |
| 2015 | Heist                                            | Cox                |       |
| 2016 | Marauders                                        | Stockwell          |       |
| 2016 | Bushwick                                         | Stupe              |       |
| 2017 | Guardians of the Galaxy Vol. 2                   | Drax el Destructor |       |
| 2017 | Blade Runner 2049                                |                    |       |
| 2018 | Avengers: Infinity War                           | Drax el Destructor |       |
| 2019 | Avengers: Endgame                                | Drax el Destructor |       |
| 2019 | Stuber                                           | Vic                |       |
| 2019 | Escape Plan: The extractors                      | Tren DeRosa        |       |
| 2020 | My Spy                                           | JJ                 |       |
| 2021 | Army of the dead                                 | Scott Ward         |       |
| 2021 | Dune                                             | Glossu Raban       |       |
| 2022 | Thor: Love and Thunder                           | Drax el Destructor |       |
| 2022 | Punyals per l'esquena: El misteri de Glass Onion | Duke Cody          |       |
| 2023 | Guardians of the Galaxy Vol. 3                   | Drax el Destructor |       |
| 2023 | Knock at the Cabin                               | Leonard            |       |
| 2024 | Dune: Part 2                                     | Glossu Raban       |       |